# بیماری گرمسیری (فیلم ۲۰۰۴)
بیماری گرمسیری (تایلندی: สัตว์ประหลาด or Sud pralad) فیلمی در ژانر درام به کارگردانی اپیچاتپونگ ویراستاکول است که در سال ۲۰۰۴ منتشر شد.